# Pézènes-les-Mines
Pézènes-les-Mines é uma comuna francesa na região administrativa de Occitânia, no departamento de Hérault. Estende-se por uma área de 26,87 km². Em 2010 a comuna tinha 249 habitantes (densidade: 9,3 hab./km²).